# وايلد بيل لونجسون
ويلارد روو لونجسون (بالإنجليزية: Bill Longson)‏ (8 يونيو 1906 - 12 ديسمبر 1982) مصارعًا أمريكيًا محترفًا، اشتهر باسم وايلد بيل لونجسون. قضى معظم حياته المهنية في سانت لويس بولاية ميسوري ويعود إليه الفضل في اختراع حركة بايلدرايفر. 

## روابط خارجية
- وايلد بيل لونجسون على موقع CageMatch worker (الإنجليزية)
- وايلد بيل لونجسون على موقع قاعدة بيانات المصارعة على الإنترنت (الإنجليزية)